# Bernd Volckart
Bernd Volckart (* 27. März 1933; † 2. September 2006) deutscher Richter und Kriminalwissenschaftler.

## Praxis
Nach einer Tätigkeit am Justizministerium des Landes Niedersachsen wurde Bernd Volckart an das Oberlandesgericht Celle berufen, wo er zuletzt Vorsitzender Richter eines Strafsenates war. Sein besonderes Augenmerk galt dabei dem Strafvollzug und dem Maßregelvollzug. Als Berichterstatter seines Senats hat er in diesen Bereichen weit über Niedersachsen hinaus Einfluss auf die Rechtsprechung genommen. Eine Reihe erfolgreicher  Vorlagebeschlüsse an das Bundesverfassungsgericht haben dazu geführt, dass ganze Teile des  Maßregelrechts (§ 67, 67d StGB) für verfassungswidrig erklärt wurden. Sein Einfluss auf die Praxis wurde verstärkt durch seine maßgebliche Beteiligung an Kommentaren zum Strafvollzugsgesetz, zur Strafprozessordnung und zum FEVG.

## Wissenschaftliches Werk
Bernd Volckart hat neben seiner richterlichen Tätigkeit intensiv wissenschaftlich gearbeitet. Dabei galt sein Interesse nicht zuletzt solchen Fragen, die an den Universitäten stiefmütterlich behandelt werden. Er publizierte Standardwerke zum  Maßregelvollzugsrecht, zum Strafvollstreckungsrecht, aber auch eine wissenschaftstheoretisch  fundierte Untersuchung zu Fragen der  Kriminalprognose. Bernd Volckart kann auch als Vorkämpfer einer an der Aufklärung orientierten rationalen Kriminalpolitik gelten. Seine Erkenntnisse hat er viele Jahre lang auch als Lehrbeauftragter am juristischen Fachbereich der Universität Hannover an die Studierenden weitergegeben. Er war Mitherausgeber der Zeitschrift "Recht und Psychiatrie".

## Ausgewählte Veröffentlichungen
- Verteidigung in der Strafvollstreckung und im Strafvollzug, 3. Auflage, Heidelberg 2001.
- Maßregelvollzug. Das Recht der Unterbringung nach §§ 63, 64 StGB in einem psychiatrischen Krankenhaus und in einer Entziehungsanstalt, 6. Auflage, Neuwied 2003 (zuletzt mit Rolf Grünbaum).
- Praxis der Kriminalprognose. Methodologie und Rechtsanwendung, München 1997.
- Freiheitsentziehung und Unterbringung. Materielles Recht und Verfahrensrecht (mit Rolf Marschner), 4. Aufl., München 2001.
- Kommentierung des Abschnittes "Rechtsbehelfe" in: Kommentar zum Strafvollzugsgesetz" (Hrsg. Johannes Feest), 5. Auflage, Neuwied 2006.
- Andrea Kemper: "Volckart weiter denken..." Gedenk-Symposium für Dr. Bernd Volckart (1933–2006), in: Monatsschrift für Kriminologie und Strafrechtsreform 2008, 295–304.
- Wir trauern um Bernd Volckart. In: Recht & Psychiatrie, Heft 4. Psychiatrie Verlag, 2006, archiviert vom Original am 27. September 2007; abgerufen am 25. Januar 2019.

| Personendaten    | Personendaten                                 |
| ---------------- | --------------------------------------------- |
| NAME             | Volckart, Bernd                               |
| KURZBESCHREIBUNG | deutscher Richter und Kriminalwissenschaftler |
| GEBURTSDATUM     | 27. März 1933                                 |
| STERBEDATUM      | 2. September 2006                             |